# بیانکا توکافوندی
بیانکا توکافوندی (ایتالیایی: Bianca Toccafondi؛ زادهٔ ۲۷ مه ۱۹۲۲–۲۳ ژانویه ۲۰۰۴) بازیگر اهل ایتالیا بود که بازیگری را از سن سه سالگی بر روی صحنهٔ تئاتر آغاز کرده بود. وی در سال ۲۰۰۲ برندهٔ جایزهٔ تئاتر فلائیانو بابت یک عمر دستاورد هنری شد.
از فیلم‌ها یا مجموعه‌های تلویزیونی که وی در آن‌ها نقش داشته است، می‌توان به زندگی لئوناردو داوینچی، گربه چشم‌یشمی و گراویدا اشاره نمود.